# Московська битва (1612)

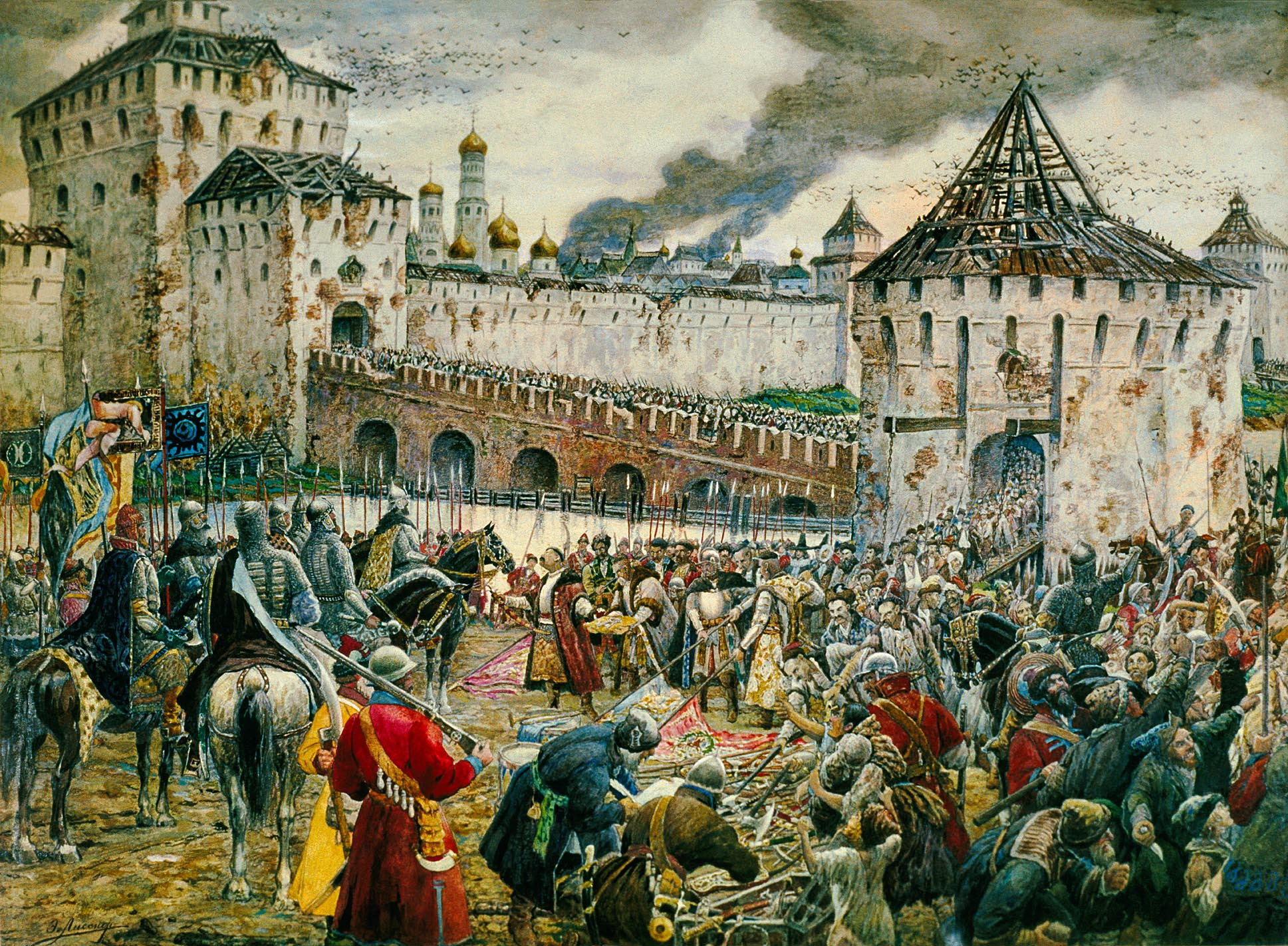
Вигнання поляків з Кремля

Московська битва — епізод Смутного часу та Польсько-московської війни 1609—1618 років, відбулась 3 вересня 1612 року.
В результаті дій ополченців Дмитра Пожарського начислений польсько-литовський гарнізон Москви виявився заблокованим у Кремлі. Для зняття блокади до Москви підійшло військо гетьмана Яна Ходкевича.
Бій точився в самому місті. Піхота Ходкевича захопила церкву святого Георгія, ополченці тримали оборону біля церкви святого Климентія і в укріплені («острожку») біля дороги, але були розбиті і втратили кілька гармат. В битві було поранено в руку князя Пожарського. Підтримку Ходкевичу забезпечував польсько-литовський гарнізон.
В результаті битви від війська Ходкевича до Кремля пробилося кілька хоругов кавалерії з піхотою, а гетьман відступив під Поклонну гору і потім відійшов від Москви.
На час битви серед заблокованих у Кремлі починався голод, а число війська становило 60 осіб. Надалі польсько-литовський гарнізон Кремля здався. На момент здачі в Кремлі траплялись випадки людоїдства, а кількість війська та служивих людей становила близько 600 чоловік